# Adolphe Torgue
Pour les articles homonymes, voir Torgue.
 (juillet 2019).
Adolphe Torgue, né le 17 novembre 1914 à Calais et mort le 27 décembre 1943 à Bondues, est un résistant et maître d'œuvre français.

## Biographie
Il fut prisonnier de guerre à Dunkerque durant l'Occupation mais parvint à s'évader avant de se faire arrêter par la Gestapo, chez lui, à Marcq-en-Barœul, en septembre 1943. En décembre de la même année, il est exécuté par le tribunal militaire allemand[Quoi ?].